# Colpodium oreades
Colpodium oreades là một loài thực vật có hoa trong họ Hòa thảo. Loài này được (Peter) E.B.Alexeev mô tả khoa học đầu tiên năm 1980.